# Françoise Lefèvre d'Ormesson
Pour les articles homonymes, voir d'Ormesson, Lefèvre et Ormesson.
Françoise Lefèvre d'Ormesson née en 1655 et morte le 17 décembre 1726 à Couilly (dans l'actuel département de Seine-et-Marne) est une abbesse bénédictine française.

## Biographie
Françoise Lefèvre d'Ormesson est la dernière enfant d'une fratrie de dix, elle est la fille d'Olivier III Lefèvre d'Ormesson (1616-1685) dit aussi Olivier Ier d'Amboille, seigneur d'Ormesson et d'Amboille.
Entrée en religion en 1670, elle devient la 27e abbesse de l'abbaye du Pont-aux-Dames, élue le 20 août 1700, elle prit possession le 12 avril 1701 et fut bénite le 27 septembre de la même année à l'église conventuelle par Jacques-Bénigne Bossuet (1627-1704), évêque de Meaux, qui célébra ce jour-là la messe de saint Bernard. L'évêque y était assisté de son secrétaire, l'abbé François Ledieu qui en a conservé le souvenir dans ses Mémoires
La déclaration de 20 mars 1708 rappelle la législation antérieure et défend aux gens de main-morte de passer leurs baux sous signatures privées, exige que ces baux soient passés devant notaires; qu'ils soient contrôlés et que les droits en soient payés sur le pied du tarif. Le pape Clément XI, condamne le jansénisme par la bulle Unigenitus, en  1713.
Puis le 16 février 1715 une nouvelle déclaration précise les ordonnances de 1680 et 1681 et ajoute que les communautés religieuses ne pourront jouir de l'exemption d'autres droits que de ceux accordés par les ordonnances au clergé du royaume. Le 7 février 1722, elle reçoit la visite de dom Edme Perrot, abbé général de l'ordre de 1712 à 1727, âgé de 82 ans, accompagné de Nicolas de Réqueleyne, son secrétaire. Suivant le cérémonial, c'est un des confesseurs qui l'accueillit à la porte du monastère pour l'accompagner jusqu'à l'église ou l'autre confesseur devait lui présenter une cuculle blanche et l'en revêtir après qu'un religieux de son service lui a ôté sa cuculle noire de voyage. Après avoir prié et adoré le Saint-Sacrement, il reçut  l'abbesse sans crosse, suivie de toutes les religieuses pour recevoir sa bénédiction. Après cette courte cérémonie, il fut conduit à ses appartements par le clergé du couvent et le maître-d'hôtel de l'abbesse. Après avoir pris un peu de repos, il se rendit au parloir, donna son audience et passa à l'examen des différentes affaires sur lesquelles il devait statuer.
L'abbesse lui soumit deux affaires temporelles à savoir la donation universelle de tous ses biens par l'ancien intendant de l'abbaye : Jacques Fildesoye, acte passé devant le notaire de Couilly le 14 mai 1717 et la fondation d'Abraham Mutel et de son épouse Geneviève Des Rots par acte sous signatures privées, fait en double au parloir de l'abbaye le 28 janvier 1722, quelques semaines avant l'arrivée de l'abbé. 
Dans le premier dossier, les religieuses avaient accepté cette donation qui pouvait être estimée à 5 000 livres, comprenant quelques immeubles situés au Pont-aux-Dames et quelques rentes, le donateur leur ayant imposé l'obligation de payer à ses héritiers une somme de 150 livres, ainsi que de célébrer à perpétuité deux messes par semaine pour le repos de son âme. Et qu'il avait déjà fait avec sa défunte épouse une donation aux sœurs le 16 janvier 1704. Or une des rentes comprises dans la donation fut diminuée des deux tiers par suite de la réduction des rentes tant générales que particulières, l'abbesse en informa Monsieur de Cîteaux qui chargea dom Claude Quinquet, prieur de Saint-Lazare, et proviseur du collège Saint-Bernard de Paris, d'examiner ce dossier sur lequel il déclara que les fonds n'étaient plus suffisants pour exécuter les conditions de la donation. Madame d'Ormesson demanda à l'abbé de Cîteaux de décharger les religieuses d'une partie de leurs obligations. Dom Perrot rendit se même jour 7 juillet 1722 par acte sous seing manuel et celui de son secrétaire une ordonnance déchargeant celles-ci des deux messes par semaine qui deviennent deux messe par an. 
Dans la donation Mutel, ce couple demeurait à l'abbaye en qualité de commensaux, donc nourris à l'abbaye. Les religieuses avaient accepté le don d'une somme de 1 000 livres, à charge de faire célébrer dans l'église de l'abbaye et à perpétuité deux services des morts l'un pour le repos de l'âme des parents de monsieur, l'autre pour ceux de madame. Ses audiences terminées le supérieur donna sa bénédiction à l'abbesse et à ses filles au parloir, puis confesseurs et le chapelain le reconduisaient au portail comme à son arrivée.
Maître Abraham Mutel mourut en 1723, et son épouse fonda pour le repos de son âme et la sienne après son décès une messe basse qui serait célébrée tous les dimanches à perpétuité dans l'église de l'abbaye où était la sépulture des époux. Geneviève Des Rots ratifiant l'acte du 21 janvier 1722 paya les 1 500 livres aux religieuses lesquelles pour justifier l'usage qu'elles avaient fait des sommes provenant de ces deux fondations déclarèrent les avoir employées au remboursement en partie d'une rente de 800 livres qui constituait le prix moyennant lequel elles avaient fait l'acquisition de la ferme des Caves par contrat passé devant Maître Demontcrif, notaire à Crécy le 25 juillet 1719. La fondation fut confirmée par ordonnance du frère Edme Perrot en sa maison du Petit-Cîteaux à Dijon le 23 septembre 1723
L'abbesse Françoise Lefèvre d'Ormesson avait la charge de 44 religieuses professes de chœur.
Françoise Lefebvre d'Ormesson devenue infirme donne sa démission au mois d'octobre 1726 et est remplacée par Catherine-Isidore de Bourlamaque.

## Fratrie
- André III (1644-1684), ou André II d'Amboille dit  Monsieur d'Amboille, avocat du roi au Châtelet (1666), conseiller au Grand-Conseil (1671), maître des requêtes (1676), commissaire à la Chambre ardente (1679), intendant de Lyon (1682), épouse Éléonore Le Maître (1653-1681)
- Une fille née le 28 juillet 1645
- Olivier Jean-Baptiste (1646-1708), infirme placé au couvent de Franconville
- Claude François de Paule (1647-1717), prêtre, docteur en Sorbonne, Grand-Vicaire du Diocèse de Beauvais, il supplée le cardinal Toussaint de Forbin-Janson dès 1672.
- Simon Henri (1649-1694), chanoine régulier de abbaye Sainte-Geneviève de Paris, prieur de l'abbaye-aux-Bois
- Antoine François Lefèvre d'Ormesson (1651-1712), dit Monsieur de Chéray, seigneur du Chéray, des Tournelles, et d'Ormesson[4], conseiller au grand-conseil (1678), maître des requêtes de l'hôtel (1684) et successivement intendant des généralités de Rouen (1694), de Riom (1695-1704), et de Soissons (1705-1712). Il épouse le 21 décembre 1735 Jeanne-Françoise Le Fèvre de La Barre (1654-1735)
- Marie (†1709)
- Charles (1654-1687), Chevalier de Malte, commande une galère en 1665, puis est nommé page du Roi en Sa Petite-Écurie (1669)